# 20 Years Ago: A Night of Rehearsal
King Diamond & Black Rose 20 Years Ago: A Night of Rehearsal, to jedyne wydawnictwo dokumentujące działalność duńskiej grupy muzycznej Black Rose, zawierające próbę zespołu nagraną 30 września 1980 roku na krótko przed jej rozpadem. Album ukazał się 2001 roku nakładem Metal Blade Records.

## Lista utworów
Opracowano na podstawie materiału źródłowego.
1. "Locked up in the Snow" – 3:33
2. "Holy Mountain Lights" – 5:45
3. "Crazy Tonight" – 4:53
4. "Virgin" – 5:43
5. "Kill for Fun" – 5:14
6. "The End" – 6:48
7. "Road Life" – 4:25
8. "Soul Overture" – 5:12
9. "Doctor Cranium" – 3:31
10. "Disgrace" – 5:40
11. "I Need Blood" – 5:59
12. "Radar Love" – 6:55 (cover Golden Earring)

## Twórcy
Opracowano na podstawie materiału źródłowego.
- King Diamond - wokal prowadzący, mastering
- Jørn Bittcher - gitara
- Jez Weber - gitara basowa, wokal wspierający
- Kurt Jürgens - perkusja, wokal wspierający
- Ib Enemark - instrumenty klawiszowe (organy, moog)
- Gary Long - mastering
- Kol Marshall - mastering